# Neotullbergia
Genre
Neotullbergia est un genre de collemboles de la famille des Tullbergiidae.

## Liste des espèces
Selon Checklist of the Collembola of the World (version du 16 septembre 2019) :
- Neotullbergia americana Bonet, 1944
- Neotullbergia crassicuspis (Gisin, 1943)
- Neotullbergia ramicuspis (Gisin, 1953)
- Neotullbergia staudacheri (Kos, 1940)
- Neotullbergia tricuspis (Börner, 1902)

## Publication originale
- Bagnall, 1935 : On the classification of Onychiuridae (Collembola), with particular reference to the genus Tullbergia Lubbock and its allies. Annals & Magazine of Natural History, sér. 10, vol. 15, p. 236-242.